# Mateo Antoni
Mateo Antoni Pavón (Montevideo, Uruguay, 22 de abril de 2003) es un futbolista uruguayo. Juega de defensa central y su equipo actual es la Asociación Atlética Argentinos Juniors de la Primera División de Argentina. Fue parte del plantel de la selección sub-20 de Uruguay que se coronó campeón mundial.

## Trayectoria
Mateo nació en Montevideo pero a sus 5 años con su familia se mudaron a Punta del Este, Maldonado, debido a que su padre tuvo una oportunidad laboral en el departamento vecino. Comenzó a jugar al baby fútbol en Los Charruítas, realizó toda su formación infantil en el club fernandino. Posteriormente inició su formación juvenil en Los Charrúas, tuvo un buen nivel y fue convocado a la selección sub-14 de Maldonado, fue el capitán y se destacaron tras pasar la primera y segunda fase con puntaje ideal. En la final del Campeonato del Interior Sub-14 de 2017 jugaron contra Salto en el Estadio Ernesto Dickinson pero fueron derrotados 3-1.
Tras su participación en la final del Campeonato, desde el Club Nacional de Football le dieron la oportunidad de probarse, accedió y fue fichado por uno de los clubes más importantes del país. Tuvo que mudarse a Montevideo, en principio se quedó en una residencia estudiantil pero luego tuvo la chance de quedarse en la propia residencia del club. En su primera temporada con Nacional disputó 26 partidos y convirtió 3 goles con la sub-15. En 2019 mantuvo su lugar como titular en al sub-16, jugó 28 encuentros y volvió a convertir en 3 ocasiones, ganaron el Torneo Apertura. Debido a la Pandemia de COVID-19 no se jugó tanto en 2020 y 2021, de igual forma estuvo presente en 15 partidos y colaboró con un gol con la sub-17 en 2020, mientras que al año siguiente se incorporó a la sub-19, jugó en 12 oportunidades y marcó en portería 2 veces, además el entrenador de Tercera División Martín Ligüera lo hizo debutar en la categoría y fueron campeones. Su último año en su formación juvenil fue el 2022, alternó entre la sub-19 y Tercera, no tuvo tantos partidos debido a su compromiso con la selección sub-20 de Uruguay, defendió a Nacional en 11 ocasiones y convirtió 1 gol en Cuarta División, mientras que en Tercera jugó 3 partidos y volvieron a salir campeones, esta vez con Álvaro Recoba como entrenador.
Fue cedido a préstamo al Liverpool Fútbol Club, pedido expresamente por el entrenador Jorge Bava, se incorporó al negriazul luego del Sudamericano Sub-20 de 2023 donde logró el segundo puesto con Uruguay.
Debutó como profesional el 18 de marzo de 2023 en Belvedere, ingresó al comienzo del segundo tiempo para enfrentar a Torque en la fecha 7 del Torneo Apertura y ganaron 1-0. A nivel internacional de clubes, tuvo su estreno el 6 de abril en el Estadio Centenario, el entrenador lo envió al juego al minuto 60 para medirse ante Corinthians pero perdieron 0-3 en lo que fue el primer partido de la fase de grupos de la Copa Libertadores.
En su primera temporada como profesional jugó 26 partidos y convirtió un gol, con Liverpool ganaron el Torneo Intermedio, Torneo Clausura y por primera vez en la historia del club, el Campeonato Uruguayo.
Regresó a su club formativo tras el Preolímpico Sub-23 de 2024 y se incorporó a los entrenamientos de Nacional.
Su debut oficial con los tricolores fue el 16 de febrero, en la fecha 1 del Torneo Apertura, ingresó al minuto 59 por el capitán Diego Polenta con el partido empatado sin goles, Mateo convirtió el gol que abrió el marcador y finalmente vencieron 2-1 a River Plate en el Parque Central.
El 3 de enero de 2025 fue anunciado su fichaje por Argentinos Juniors, a cambio de 2 200 000 dólares.

## Selección nacional
Ha sido internacional con la selección de Uruguay en la categoría sub-20 y sub-23.
El 17 de diciembre de 2023 fue convocado por Marcelo Bielsa para entrenar de cara al Torneo Preolímpico Sudamericano Sub-23 de 2024. Fue confirmado en el plantel definitivo el 5 de enero, le fue asignado el dorsal número 3.
En los partidos amistosos previos y el Preolímpico no tuvo minutos, Uruguay quedó eliminado en fase de grupos.

## Estadísticas

### Clubes
Actualizado al último partido disputado el 1 de diciembre de 2024.
| Club                               | Div.          | Temporada     | Liga  | Liga  | Liga   | Copas nacionales | Copas nacionales | Copas nacionales | Copas internacionales | Copas internacionales | Copas internacionales | Total | Total | Total  |
| Club                               | Div.          | Temporada     | Part. | Goles | Asist. | Part.            | Goles            | Asist.           | Part.                 | Goles                 | Asist.                | Part. | Goles | Asist. |
| ---------------------------------- | ------------- | ------------- | ----- | ----- | ------ | ---------------- | ---------------- | ---------------- | --------------------- | --------------------- | --------------------- | ----- | ----- | ------ |
| Liverpool F. C. · Uruguay          | 1.ª           | 2023          | 24    | 1     | 1      | -                | -                | -                | 2                     | 0                     | 0                     | 26    | 1     | 1      |
| Liverpool F. C. · Uruguay          | Total club    | Total club    | 24    | 1     | 1      | 0                | 0                | 0                | 2                     | 0                     | 0                     | 26    | 1     | 1      |
| C. Nacional de F. · Uruguay        | 1.ª           | 2024          | 14    | 1     | 0      | 4                | 0                | 0                | 6                     | 1                     | 0                     | 24    | 2     | 0      |
| C. Nacional de F. · Uruguay        | Total club    | Total club    | 14    | 1     | 0      | 4                | 0                | 0                | 6                     | 1                     | 0                     | 24    | 2     | 0      |
| A. A. Argentinos Juniors Argentina | 1.ª           | 2025          | 0     | 0     | 0      | -                | -                | -                | —                     | —                     | —                     | 0     | 0     | 0      |
| A. A. Argentinos Juniors Argentina | Total club    | Total club    | 0     | 0     | 0      | 0                | 0                | 0                | 0                     | 0                     | 0                     | 0     | 0     | 0      |
| Total carrera                      | Total carrera | Total carrera | 38    | 2     | 1      | 4                | 0                | 0                | 8                     | 1                     | 0                     | 50    | 3     | 1      |
| 1. 2.                              |               |               |       |       |        |                  |                  |                  |                       |                       |                       |       |       |        |

### Selección
Actualizado al último partido disputado el 2 de febrero de 2024.
| Selección         | Temporada         | Continental | Continental | Continental | Mundial | Mundial | Mundial | Amistosos | Amistosos | Amistosos | Total | Total | Total  |
| Selección         | Temporada         | Part.       | Goles       | Asist.      | Part.   | Goles   | Asist.  | Part.     | Goles     | Asist.    | Part. | Goles | Asist. |
| ----------------- | ----------------- | ----------- | ----------- | ----------- | ------- | ------- | ------- | --------- | --------- | --------- | ----- | ----- | ------ |
| Sub-20 · Uruguay  | 2021              | —           | —           | —           | —       | —       | —       | 4         | 0         | 0         | 4     | 0     | 0      |
| Sub-20 · Uruguay  | 2022              | 4           | 1           | 0           | —       | —       | —       | 4         | 0         | 0         | 8     | 1     | 0      |
| Sub-20 · Uruguay  | 2023              | 5           | 0           | 1           | 0       | 0       | 0       | 1         | 0         | 0         | 6     | 0     | 1      |
| Sub-20 · Uruguay  | Total sel.        | 9           | 1           | 1           | 0       | 0       | 0       | 9         | 0         | 0         | 18    | 1     | 1      |
| Sub-23 · Uruguay  | 2024              | 0           | 0           | 0           | -       | -       | -       | 0         | 0         | 0         | 0     | 0     | 0      |
| Sub-23 · Uruguay  | Total sel.        | 0           | 0           | 0           | 0       | 0       | 0       | 0         | 0         | 0         | 0     | 0     | 0      |
| Total selecciones | Total selecciones | 9           | 1           | 1           | 0       | 0       | 0       | 9         | 0         | 0         | 18    | 1     | 1      |
| 1. 2.             |                   |             |             |             |         |         |         |           |           |           |       |       |        |

## Palmarés

### Títulos nacionales
| Título              | Club              | País    | Año  |
| ------------------- | ----------------- | ------- | ---- |
| Torneo Intermedio   | Liverpool F. C.   | Uruguay | 2023 |
| Torneo Clausura     | Liverpool F. C.   | Uruguay | 2023 |
| Campeonato Uruguayo | Liverpool F. C.   | Uruguay | 2023 |
| Torneo Intermedio   | C. Nacional de F. | Uruguay | 2024 |

### Títulos internacionales
| Título              | Equipo               | País      | Año  |
| ------------------- | -------------------- | --------- | ---- |
| Copa Mundial Sub-20 | Selección de Uruguay | Argentina | 2023 |

### Distinciones individuales
| Distinción                                    | Año  |
| --------------------------------------------- | ---- |
| Premios AUF - Equipo ideal del mes (octubre)  | 2023 |
| Premios AUF - Equipo ideal del año (suplente) | 2023 |
| Premios AUF - Mejor debutante del año         | 2023 |
| Fútbolx100 – Jugador revelación del año       | 2023 |